# Bridgewater House
Bridgewater House est situé à côté du palais St. James à Londres en Angleterre. Reconstruite en 1840 par Lord Ellesmere, c'était une des demeures londoniennes les plus fastueuses. Elle est aujourd'hui l'une de ces rares demeures anciennes encore existantes, à l'instar de Lancaster House ou de Spencer House. Elle fait l'objet d'un classement de protection. 

## De Berkshire House à Cleveland House
Une première demeure, Berkshire House, est construite en 1626-1627 pour Thomas Howard, comte de Berkshire. Elle est occupée par les troupes du Parlement pendant la Guerre civile et abrite l'ambassade du Portugal. Elle est ensuite la demeure de Barbara Palmer, duchesse de Cleveland, et prend le nom de Cleveland House. 

## Propriété des Bridgewater
En 1700 elle est vendue à John Egerton, 3e comte de Bridgewater et devient le domicile londonien des comtes puis ducs de Bridgewater jusqu'en 1803. Le 3e et dernier duc de Bridgewater, devenu richissime grâce au Bridgewater Canal, sans enfant, décide un partage de ses biens entre son neveu, duc de Sutherland et le fils cadet de ce dernier, Lord Ellesmere. 
Lord Ellesmere adopte le nom de famille des Bridgewater, Egerton. Il entreprend la reconstruction de la demeure en 1840 par l'architecte Charles Barry et la rebaptise Bridgewater House. 
Barry la reconstruit en pierres de Bath et lui donne un style de palais italien sur 3 niveaux avec une façade plate, deux avant-corps latéraux, un toit à balustrade. Elle est élevée sur un soubassement à bossages et décorées de chaînages à bossages vermiculés. Les travées du 1er étage sont surmontées de frontons cintrés sur consoles. Deux travées en fausses serliennes sont percées dans les avant-corps latéraux.
Au moment où Ellesmere possédait Bridgewater House, son frère, 2e duc de Sutherland, entreprenait la reconstruction de Lancaster House, achetée par leur père. La famille Leveson-Gower possédait alors deux des plus importances demeures londoniennes.  
Bridgewater House est gravement endommagée pendant la Seconde Guerre mondiale et transformée en bureaux. Elle est vendue en 1948 par John Egerton (6e duc de Sutherland).

En 1981, elle est achetée par Yiannis Latsis (en) et subit de profondes restaurations.

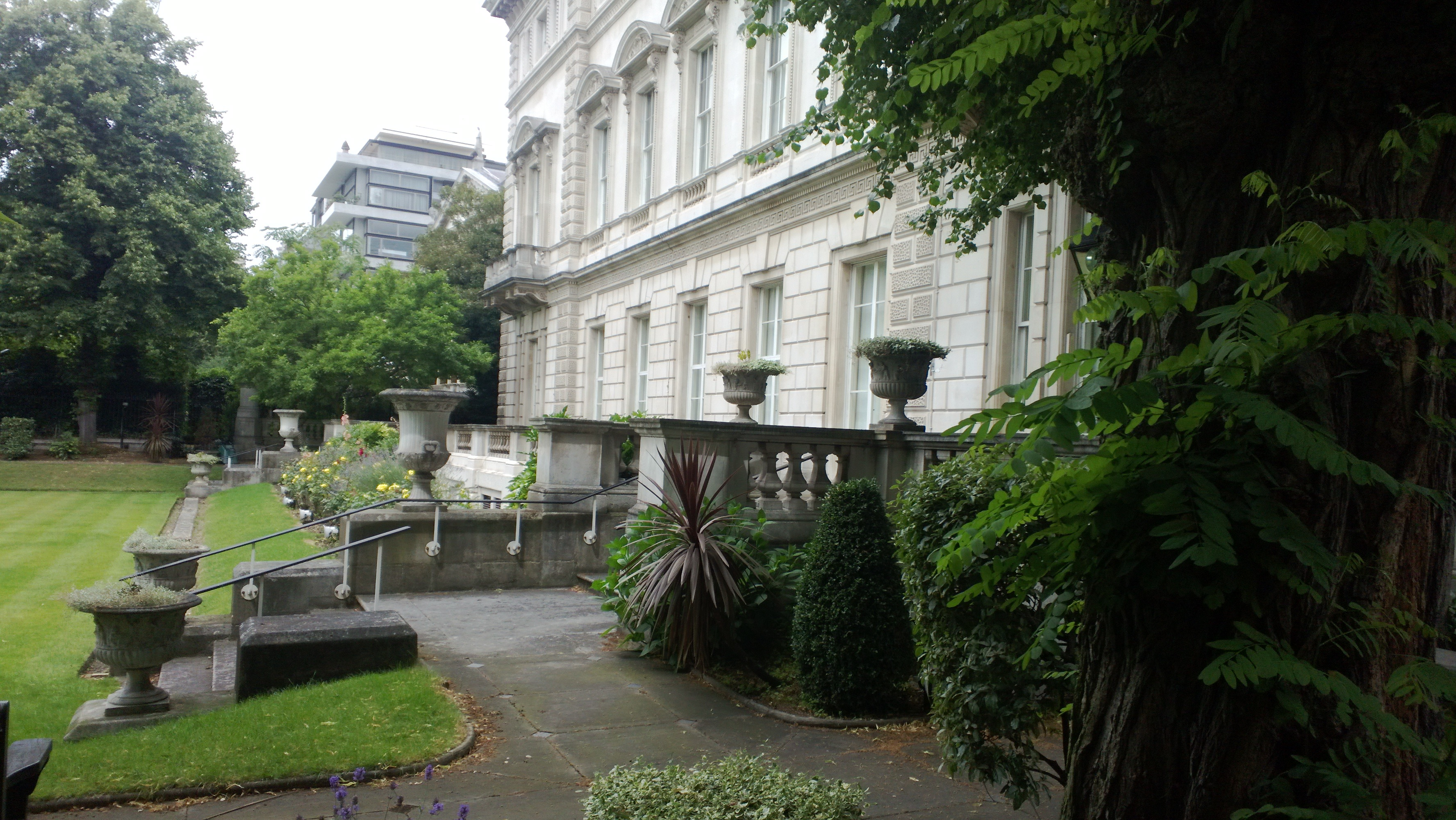

## Liens externes

Armoiries d'Egerton